# Linux Standard Base

Linux Standard Base

Linux Standard Base (zkráceně LSB) je společným projektem několika linuxových distribucí. Projekt organizačně podléhá Linux Foundation a jeho úkolem je standardizovat interní struktury operačních systémů založených na Linuxu. Jeho základy jsou vystavěny na standardech POSIX a několika dalších otevřených standardech, avšak jsou v některých ohledech rozšířeny. LSB kompatibilita může být certifikovaná dle certifikační specifikace.
Cíl LSB: „Úkolem LSB je vyvíjet a propagovat sadu otevřených standardů, které budou zvyšovat kompatibilitu mezi linuxovými distribucemi a umožní tak spuštění určité aplikace na jakékoli LSB kompatibilní linuxové distribuci, kompatibilita je pak na binární úrovni. Dále pak LSB pomůže výrobcům softwaru s psaním (portováním) aplikace pro platformu Linux.“

## Příklad specifikace LSB
LSB kompatibilní systém musí obsahovat: Standardní knihovny, určitý počet příkazů a nástrojů, které rozšiřují POSIX standard, definici hierarchie souborového systému, run levely, tiskový subsystém včetně CUPS a nástrojů jako Foomatic a několik rozšíření pro X Window System.

## Aktuální stav certifikace
Linux Foundation oznámila certifikaci hlavních distribucí pro Linux Standard Base 4.0. Zároveň oznámila uveřejnění LSB Public Beta 4.1.